# 1771
Évszázadok: 17. század – 18. század – 19. század
Évtizedek: 1720-as évek – 1730-as évek – 1740-es évek – 1750-es évek – 1760-as évek – 1770-es évek – 1780-as évek – 1790-es évek – 1800-as évek – 1810-es évek – 1820-as évek
Évek: 1766 – 1767 – 1768 – 1769 –  1770 – 1771 – 1772 – 1773 – 1774 – 1775 – 1776

## Események

### Határozott dátumú események
- június 21. – A Mária Terézia által a dubrovniki domonkosoktól kiváltott Szent Jobb-ereklyét ünnepélyesen átadják Budán az angolkisasszonyoknak megőrzésre.[1]
- július 20. – Mária Terézia kibocsátja a Habsburg Birodalomban élő szerbek jogállást szabályozó Illír regulamentumot.[2]

### Határozatlan dátumú események
- Winterl Jakab, a vegytan és a botanika professzora megalapítja Nagyszombatban a budapesti Füvészkert elődjét.[3]
- Küzmics István Halléban kiadja a Nouvi Zákont, az Újszövetség vend nyelvű fordítását.[4]
- Tersztyánszky Dániel elindítja Bécsben a magyar olvasóknak szánt Allergnädigst privilegirte Anzeigen című, 1776-ig megjelenő ismeretterjesztő lapot.[5]

## Születések
- február 13. – Dessewffy József, országgyűlési követ, több megyék táblabírája, a Magyar Tudományos Akadémia igazgatósági és tiszteleti tagja († 1843)
- április 13. – Richard Trevithick angol feltaláló, bányamérnök († 1833)
- április 15. – Karl Philipp zu Schwarzenberg, osztrák herceg, császári-királyi tábornagy, a népek csatájában a Napóleon elleni koalíciós haderő főparancsnoka († 1820)
- augusztus 14. – Walter Scott, skót költő, író († 1832)
- szeptember 5. – Károly főherceg, magyar és cseh királyi herceg, császári tábornagy, a napóleoni háborúk jelentős hadvezére, hadszervező, katonai szakíró, Teschen első hercege, 1801–1804-ig a Német Lovagrend 54. nagymestere († 1847)
- szeptember 23. – Kókaku japán császár († 1840)
- október 13. – Johann Fischer von Waldheim, német anatómus, entomológus és paleontológus († 1853)

## Halálozások
- október 27. – Johann Gottlieb Graun, német barokk zeneszerző, Carl Heinrich Graun bátyja (* 1703)
- december 1. – Grassalkovich Antal, királyi személynök, kamaraelnök, Mária Terézia bizalmasa (* 1694)
- december 26. – Helvétius, francia filozófus, enciklopédista (* 1715)